# Grace Kelly (film)
Grace Kelly is een Amerikaanse biografische dramafilm uit 1983, geregisseerd door Anthony Page. De film portretteert het leven van Grace Kelly, een Amerikaanse actrice die later gemalin van de vorst van Monaco, Reinier III van Monaco, werd. 
De film werd uitgebracht als televisiefilm en niet in bioscopen vertoond. 

## Cast
| Acteur               | Personage                 |
| -------------------- | ------------------------- |
| Cheryl Ladd          | Grace Kelly               |
| Lloyd Bridges        | Jack Kelly                |
| Diane Ladd           | Margaret Kelly            |
| Alejandro Rey        | Oleg Cassini              |
| Ian McShane          | Reinier III van Monaco    |
| William Schallert    | Dominee Tucker            |
| Marta DuBois         | Rita Gam                  |
| Salome Jens          | Mady Christians           |
| Brian Patrick Clarke | John 'Kell' Kelly, Jr.    |
| Heidi Bohay          | Elizabeth 'Lizanne' Kelly |
| Christina Applegate  | jonge Grace Kelly         |